# 厚生年金事業振興団
一般財団法人厚生年金事業振興団（こうせいねんきんじぎょうしんこうだん）は、かつて厚生年金福祉施設などを運営していた法人。1943年（昭和18年）に設立された。元厚生労働省（社会保険庁）所管。
厚生年金保険被保険者および家族の福祉増進を目的として設立されており、厚生年金福祉施設（厚生年金会館、厚生年金休暇センター、厚生年金病院、厚生年金老人ホームなど）の運営にあたっていた。これらの施設については社会保険庁が建設に携わっているが、施設保有権が独立行政法人年金・健康保険福祉施設整理機構に移されており、同機構によって順次施設の売却が行われた。
年金・健康保険福祉施設整理機構が厚生年金事業振興団へ運営委託していた病院は、2014年4月1日付で設立された地域医療機能推進機構がすべて譲受し、JCHO病院となっている。